# Саикхом Мирабаи Чану
У этого человека манипурское имя, в котором: Саикхом — фамилия, Мирабаи — личное имя, Чану — идентификатор пола.
Саикхом Мирабаи Чану (хинди साइखोम मीराबाई चानू; род. 8 августа 1994, Восточный Импхал, Манипур) — индийская тяжелоатлетка, выступающая в весовой категории до 49 килограммов. Серебряный призёр летних Олимпийских игр 2020 года, чемпионка мира и чемпионка Игр Содружества, призёр чемпионатов мира и Азии.

## Биография
Саикхом Мирабаи Чану родилась 8 августа 1994 года.

## Карьера
В 2011 году Чану дебютировала на чемпионате Азии среди юниоров в весовой категории до 48 килограммов, где заняла пятое место с результатом 151 кг в сумме (56 + 85). В 2012 году она завоевала бронзовую медаль на том же турнире, улучшив свой результат на 17 килограммов в сумме. На юниорском чемпионате мира в 2013 году также стала третьей, хотя подняла 165 кг — на 3 килограмма меньше. С таким же результатом она завоевала серебро юниорского чемпионата Азии в том же году. На чемпионате Содружества в 2013 году завоевала золотую медаль с результатом 166 кг (73 + 93).
В 2014 году на чемпионате Азии среди юниоров и на Играх Содружества завоевала серебряные медали, показав лучшие результаты в карьере — 168 и 170 кг, соответственно. В том же году стала девятой на Азиатских играх и одиннадцатой на чемпионате мира, добавляя к суммарному результату по одному килограмму.
На чемпионате Содружества 2015 года она вновь завоевала серебро, в том же году участвовала на чемпионате мира, где стала девятой в весовой категории до 48 килограммов.
На чемпионате Азии 2016 году стала седьмой, подняв 190 килограммов (84 + 106). Участвовала на Олимпийских играх в Рио-де-Жанейро в весовой категории до 48 килограммов, но не сумела зафиксировать ни одной удачной попытки в толчке. Её результат в рывке составил 82 кг.
В 2017 году она завоевала два титула — на чемпионате Содружества и на взрослом чемпионате мира в Анахайме с результатами 189 и 192 кг, соответственно. На чемпионате мира она подняла 85 кг в рывке и 109 кг в толчке.
В 2018 году она стала чемпионкой Игр Содружества, подняв в сумме 196 кг (86 + 110).
С 2019 года выступает в новой весовой категории до 49 килограммов. На чемпионате Азии 2019 года подняла 199 кг в сумме, но стала лишь четвёртой. В том же году на чемпионате Содружества завоевала золото, а на чемпионате мира в Паттайе стала четвёртой.
На Олимпийских играх в Токио, летом 2021 года, индийская спортсменка, набрав в сумме 202 кг (рывок - 87 кг, толчок - 115 кг), завоевала серебряную олимпийскую медаль. 
На чемпионате мира 2022 года в Боготе, в Колумбии в категории до 49 кг завоевала серебряную медаль по сумме двух упражнений с результатом 200 кг, также в её копилке малая серебряная медаль в упражнении толчок (113 кг).